# روبرت مولدون

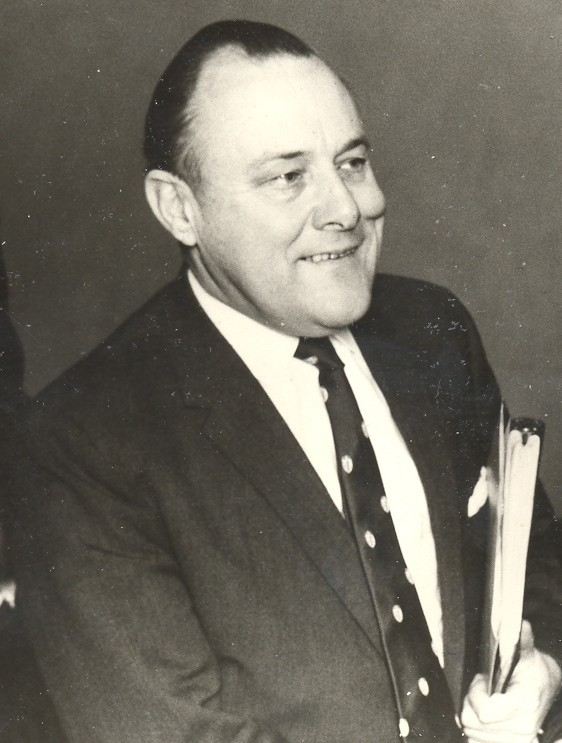
عمر 54 عاماً

السير روبرت ديفيد مولدون؛ (25 سبتمبر 1921 - 5 أغسطس 1992) سياسي نيوزيلندي شغل منصب رئيس الوزراء الحادي والثلاثين لنيوزيلندا، من 1975 إلى 1984، بينما كان زعيمًا للحزب الوطني. كان سياسيًا مثيرًا للجدل عُرف بشخصيته النمطية، وقد وُصف بأنه أحد رجال الدولة الغربيين البارزين في جيله (كلاهما محبوب ومكروه من قبل جيل معين) وهو شذوذ عن القادة الشعبويين اليمينيين مثل دونالد ترامب وسيلفيو برلسكوني. خرج مولدون بشكل كبير عن أسلوب الحكم المتواضع والمعتدل الذي نجح فيه في الحزب الوطني، ولُقِّب بأول زعيم عالمي يعمل بشخصية غير رسمية ومكشوفة. 

## النشأة والأسرة

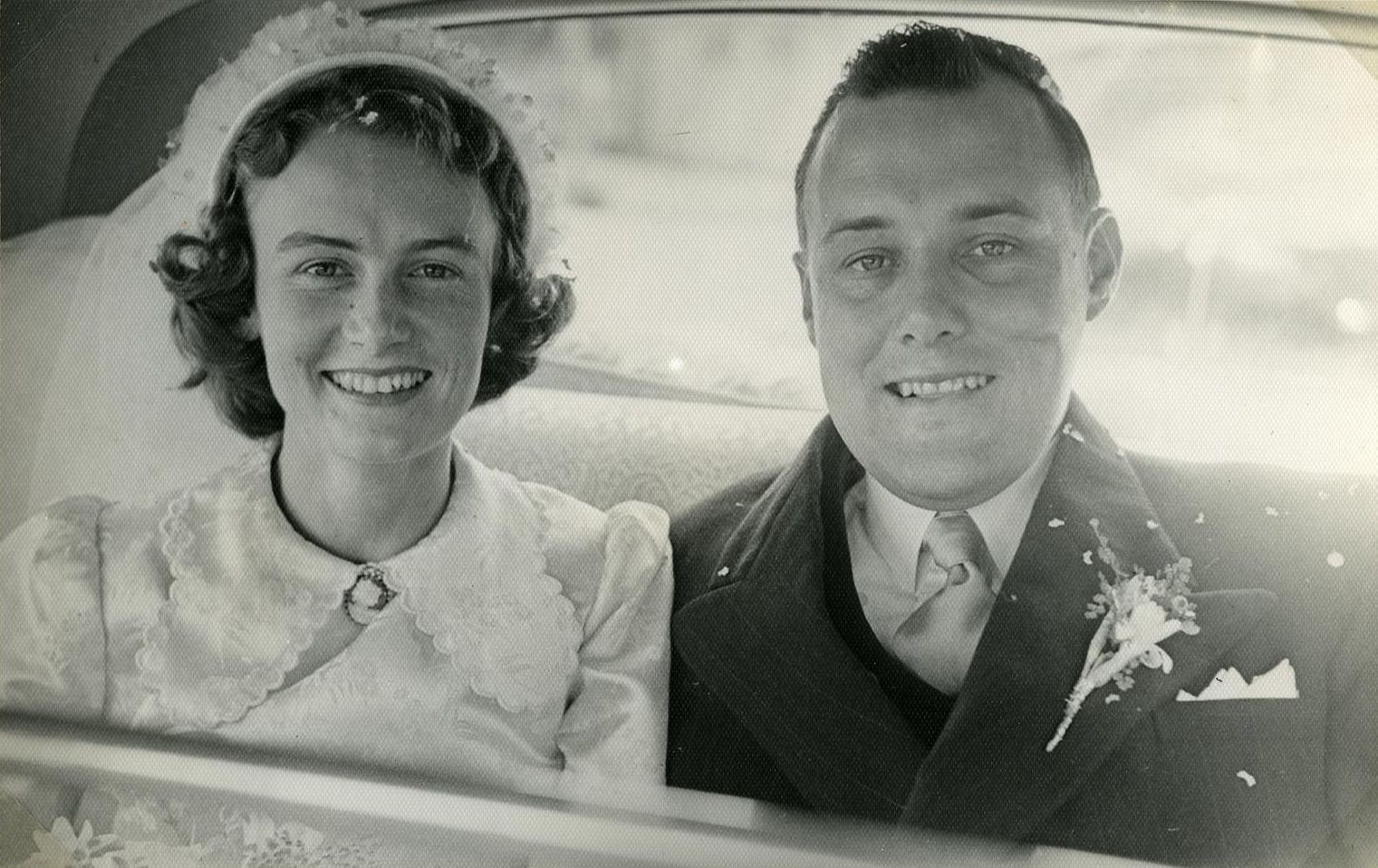
زواج روبرت مولدون

وُلد روبرت ديفيد مولدون في أوكلاند في 25 سبتمبر 1921 لوالديه جيمس هنري مولدون وإيمي روشا مولدون. في سن الخامسة، انزلق مولدون أثناء اللعب على البوابة الأمامية، ما أدى إلى جرحٍ في خده ترك لاحقًا ندبة مميزة.
عندما بلغ مولدون الثامنة من عمره، أُدخل والده إلى مستشفى أوكلاند للأمراض العقلية في بوينت شوفالييه، حيث توفي بمرض الزهري بعد نحو 20 عامًا في عام 1946. خلال هذا الوقت، تأثر مولدون بجدته الأم جروشا شديدة الذكاء وذات الإرادة الحديدية، وهي اشتراكية ملتزمة. على الرغم من أن مولدون لم يقبل عقيدتها أبدًا، فقد طور تحت تأثيرها طموحًا قويًا واهتمامًا بالسياسة، واحترامًا ثابتًا لدولة الرفاهية في نيوزيلندا. حصل مولدون على منحة دراسية لحضور مدرسة مونت ألبير غرامر من عام 1933 إلى عام 1936. ترك المدرسة في سن 15 عامًا، ووجد لنفسه أعمالًا مؤقتة.
عام 1951، تزوج مولدون من ثيا ديل فلايغر، التي كان قد التقى بها في حزب الشباب الوطني. أنجب الزوجان ثلاثة أطفال هم باربرا وجنيفر وجافين. عُيّنت السيدة مولدون، التي توفيت عن عمر يناهز 87 عامًا في عام 2015، قائد وسام الإمبراطورية البريطانية في عام 1993 مع مرتبة الشرف للعام الجديد، كما حصلت على وسام رفيق لخدمة الملكة في عام 1986 مع مرتبة الشرف.

## رئيس الوزراء

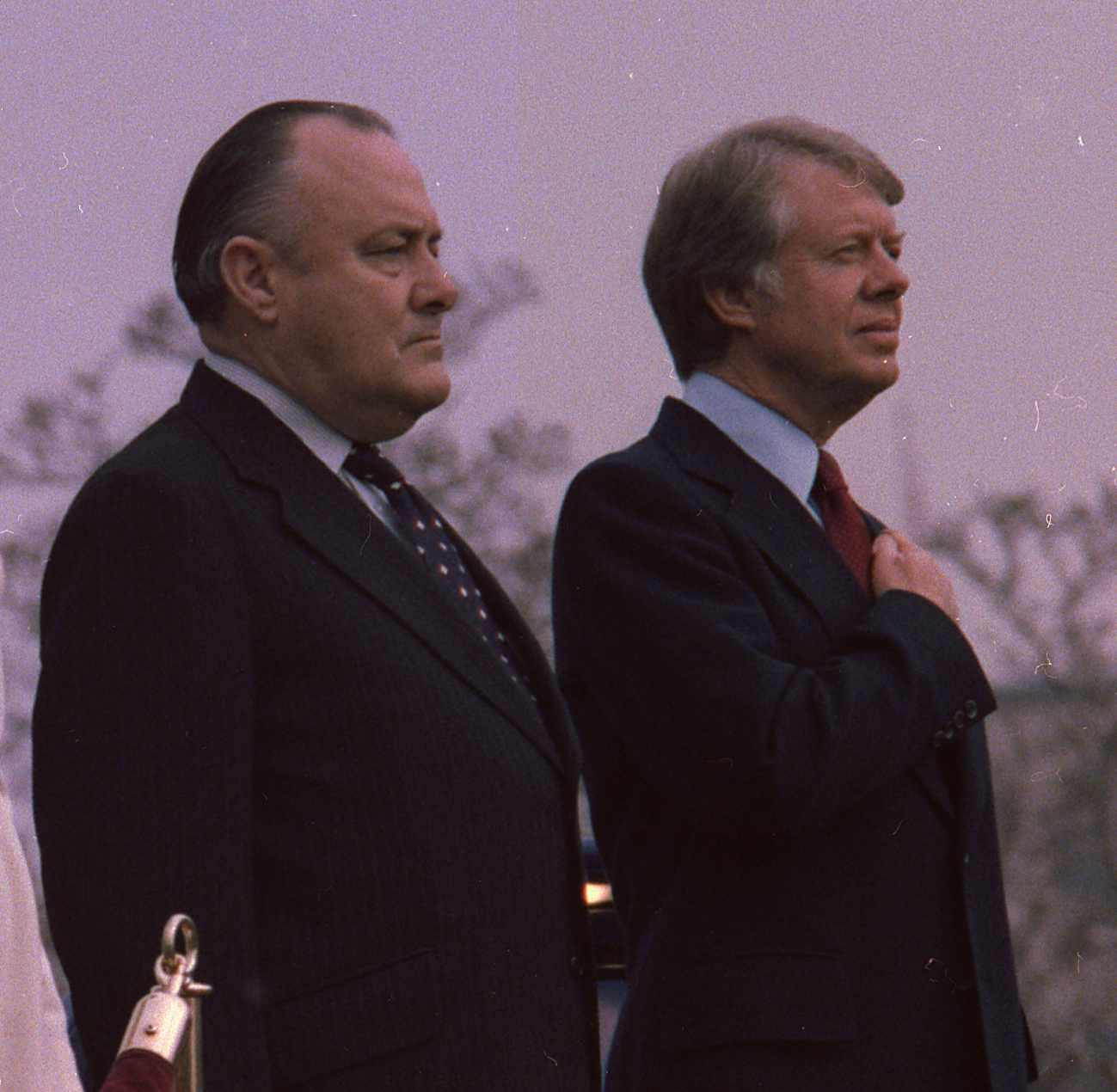
زيارة رئيس وزراء نيوزيلندا روبرت مولدون إلى الولايات المتحدة في 1977: لقاء تاريخي مع الرئيس جيمي كارتر

### الفترة الأولى: 1975-1978
أدى مولدون اليمين الدستوري كرئيس لوزراء نيوزيلندا الحادي والثلاثين في 12 ديسمبر 1975، عن عمر يناهز 54 عامًا. واجهت حكومته على الفور مشاكل اقتصادية مع البرلمان؛ أدى الركود من يونيو 1976 إلى مارس 1978 إلى انكماش الاقتصاد النيوزيلندي بنسبة 4.1% وارتفاع معدل البطالة 125%.

#### التحديات الاقتصادية
ورثت حكومة مولدون عددًا من التحديات الاقتصادية والاجتماعية. خلال أواخر الستينيات وأوائل السبعينيات من القرن الماضي، انخفض اقتصاد نيوزيلندا بشكل كبير بسبب العديد من التطورات الدولية: انخفاض أسعار الصوف الدولية عام 1966، انضمام بريطانيا إلى المجتمع الاقتصادي الأوروبي عام 1973 (ما حرم نيوزيلندا من سوق التصدير الأهم سابقًا)، بالإضافة إلى أزمة النفط عام 1973. كان من المقرر أن تُظهر سنوات مولدون محاولاته العنيدة والرائعة للحفاظ على دولة الرفاهية في نيوزيلندا، والتي يعود تاريخها إلى عام 1935، في مواجهة عالم متغير. ظل مُولدون المتحدث باسم المالية الوطنية عندما أصبح زعيمًا للحزب، ونتيجة لذلك أصبح وزيرًا للمالية ورئيسًا للوزراء - وبالتالي كانت بين يديه سلطة هائلة.
في ولايته الأولى (1975-1978)، ركّز مولدون على خفض الإنفاق، لكنه كافح مع التكلفة المتزايدة لمخطط التقاعد، يرجع ذلك جزئيًا إلى العديد من التخفيضات والإعفاءات الضريبية التي أقرها لأصحاب الدخل المنخفض. بحلول مارس 1978 كان الاقتصاد ينمو مرة أخرى، لكن البطالة والتضخم بقيا مرتفعين.

#### غارات الفجر
واصل روبرت مولدون سياسة سلفه رئيس الوزراء نورمان كيرك في سياسة اعتقال وترحيل سكان جزر المحيط الهادئ الذين تجاوزوا مدة إقامتهم، والتي بدأت عام 1974. منذ خمسينيات القرن الماضي، شجّعت حكومة نيوزيلندا الهجرة الكبيرة من العديد من دول المحيط الهادئ بما في ذلك ساموا وتونغا وفيجي لسد النقص في العمالة الناجم عن الازدهار الاقتصادي بعد الحرب. ونتيجةً لذلك، نما عدد سكان جزر المحيط الهادئ في نيوزيلندا إلى 45413 بحلول عام 1971، مع تجاوز عدد كبير منهم مدة تأشيراتهم. أدت الأزمة الاقتصادية في أوائل السبعينيات إلى زيادة الجريمة والبطالة والأمراض الاجتماعية الأخرى، والتي أثرت بشكل غير متناسب على مجتمع جزر المحيط الهادئ.
في يوليو 1974، وعد مولدون كزعيم للمعارضة بقطع الهجرة والتشدد في قضايا القانون والنظام. وادعى أن سياسات الهجرة التي تتبعها حكومة حزب العمال ساهمت في الركود الاقتصادي وقوّضت أسلوب الحياة النيوزيلندي من خلال التسبب في انخفاض المساكن. خلال الانتخابات العامة لعام 1975، لعب الحزب الوطني إعلانًا انتخابيًا مثيرًا للجدل انتُقد لاحقًا لإثارة المشاعر العنصرية السلبية حول المهاجرين البولينيزيين. سارعت حكومة مولدون وزادت من غارات شرطة حكومة كيرك على الذين تجاوزوا فترة الإقامة في المحيط الهادئ. تضمنت هذه العمليات فرق الشرطة الخاصة التي قامت بغارات عند الفجر على منازل الذين تجاوزوا مدة الإقامة في جميع أنحاء نيوزيلندا. وعادة كان يُرَّحل الأشخاص الذين تجاوزوا مدة الإقامة مع عائلاتهم إلى بلدانهم الأصلية.
أُدينت غارات الفجر على نطاقٍ واسعٍ من قبل قطاعات مختلفة من المجتمع النيوزيلندي، بما في ذلك مجتمعات جزر المحيط الهادئ والماوري، والجماعات الكنسية، ونقابات أرباب العمل والعمال، والجماعات المناهضة للعنصرية، وحزب العمال المعارض. كما انتُقدت المداهمات من قبل عناصر من الشرطة النيوزيلندية والحزب الوطني الحاكم لتدمير العلاقات مع مجتمع جزر المحيط الهادئ. في ذلك الوقت، كان سكان جزر المحيط الهادئ يشكلون ثلث الذين تجاوزوا مدة الإقامة (الذين كانوا في الأساس من المملكة المتحدة وأستراليا وجنوب إفريقيا)، لكنهم شكلوا 86% من الذين قُبض عليهم وحوكموا بتهمة تجاوز مدة الإقامة. أدت هذه المعاملة من قبل حكومة مولدون إلى إلحاق الضرر بالعلاقات مع دول المحيط الهادئ مثل ساموا وتونغا، وأثارت انتقادات من منتدى جنوب المحيط الهادئ. بحلول عام 1979، أنهت حكومة مولدون غارات الفجر، واستنتجت أنها فشلت في التخفيف من المشاكل الاقتصادية.
اتهم مولدون، في البرلمان، النائب المعارض ووزير الحكومة السابق كولين مويل باستجوابه من قبل الشرطة للاشتباه في قيامه بأنشطة مثلية في عام 1977. كان النشاط المثلي بين الرجال غير قانوني في نيوزيلندا في ذلك الوقت. بعد تغيير قصته عدة مرات، استقال مويل من البرلمان. قال لاحقًا إنه لم يكن مضطرًا للاستقالة، لكنه فعل ذلك بحسب قوله (لأن الأمر برمته أصابني بالمرض). وقد قيل إن مُولدون رآه يمثل تهديدًا على القيادة وتصرف وفقًا لذلك. ومن المفارقات، أن ديفيد لانغ هو الذي فاز في الانتخابات الفرعية اللاحقة عام 1977، وساعد الاهتمام الذي جعله هذا على دفعه إلى قيادة حزب العمال وانتصاره الساحق على مولدون في انتخابات عام 1984. في مقابلة عام 1990، قال مويل إن الفضيحة جعلته شخصًا أكثر حزنًا وحكمة.